# Mentzelia sessilifolia
Mentzelia sessilifolia är en brännreveväxtart som beskrevs av Ignatz Urban och Gilg. Mentzelia sessilifolia ingår i släktet Mentzelia och familjen brännreveväxter. Inga underarter finns listade i Catalogue of Life.